# 小迫辻原遺跡
座標: 北緯33度20分21.9秒 東経130度55分26.0秒 / 北緯33.339417度 東経130.923889度
小迫辻原遺跡（おざこつじばるいせき）は、大分県日田市大字小迫にある旧石器時代から中世までの広範囲の年代にわたる複合遺跡である。特に、古墳時代初めの豪族居館跡は、発見例では日本最古とされる。1996年（平成8年）10月31日に国の史跡に指定されている。

## 概要
日田盆地北部の通称辻原と呼ばれる標高約120メートルの台地上にある。周囲には同様の台地が続いており、弥生時代から古墳時代にかけての集落跡や墳墓が発見されている。
大分自動車道の建設に先立ち、大分県教育委員会によって1985年（昭和60年）から行われた発掘調査では、弥生時代から古墳時代にかけての住居跡や墳墓などが発掘された。なかでも、3基の環壕居館の遺構は、出土した土器から3世紀末-4世紀初頭のものであると推定されており、日本最古の豪族居館跡であると考えられている。
1号環濠居館は、一辺約47メートルの堀を有し、その内側に3間×2間以上の大きさを有する総柱建物1棟が確認されている。2号環濠居館は、東西約37メートル、南北約36メートルの方形の堀を有しており、その内側に3間×2間の総柱建物が南北に2棟並んで確認されている。1号と2号の2つの環濠居館は並んでいるが、環壕居館跡が2基並んで発掘された例は日本ではほかにない。3号環濠居館は、1、2号環濠居館から少し離れた場所にあり、一辺約20メートルの堀の内側に3間×2間の建物1棟が確認されている。これら3基の居館跡が同時期に併存したものか、異なる時期に立てられたものかは不明である。
古墳時代の豪族居館については、家形埴輪や家屋文鏡からその構造が推定されるとともに、5-6世紀の遺跡が約30例ほど発掘されているが、3-4世紀の遺跡は他に類を見ず、ヤマト王権による支配が確立していく過程での地方権力の状況を知る上での重要な遺跡であるとされる。